# وارمی ماچای
وارمی ماچای (به اسپانیایی: Warmi Mach'ay) یک کوه در پرو است که در منطقه اوئانکاولیکا واقع شده‌است. وارمی ماچای ۴٬۸۰۰ متر بالاتر از سطح دریا واقع شده‌است.